# Giacomo Francia

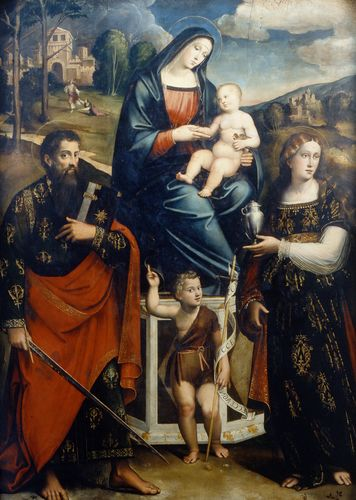
Virgen entronizada con el Niño, San Juanito y los santos Pablo y María Magdalena, obra realizada por Giacomo Francia en colaboración con su hermano Giulio Francia.

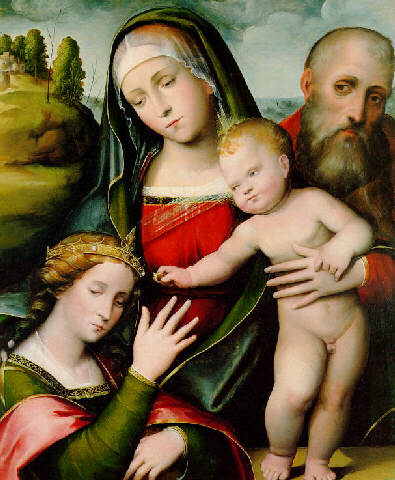
Matrimonio místico de Santa Catalina

Giacomo di Francesco Raibolini, conocido como Giacomo Francia (Bolonia, c. 1486-Bolonia, 3 de enero de 1557), fue un pintor renacentista italiano, hijo del más célebre Francesco Francia.

## Biografía
Se formó en el taller de su padre, donde aprendió las artes de la pintura y la orfebrería. A la muerte de Francesco (1517), él y su hermano Giulio se hicieron cargo del negocio familiar. Junto realizaron gran cantidad de piezas de altar para diversas iglesias de Bolonia y su comarca. Estas obras son identificables por el monograma «I I» formado con las iniciales de sus nombres latinizados (Iacobus y Iulius),  con el que acostumbraban a firmar.
La valía como artistas de ambos hermanos es muy inferior a la del padre; se limitaron a repetir los modelos paternos con menos habilidad. Con el tiempo sufrieron las influencias sucesivas del arte de Rafael y después del manierismo imperante, aunque manteniendo la base aprendida en el taller paterno, que con el tiempo se convirtió en arcaica dentro del panorama pictórico boloñés de mediados del siglo XVI.

## Obras destacadas
- Virgen en gloria con los santos Pedro, María Magdalena, Francisco, Marta y seis monjas (d. 1515, Pinacoteca Nacional de Bolonia)
- San Jerónimo, Santa Margarita y San Francisco de Asís (1518, Museo del Prado, Madrid)
- Natividad (1519, San Giovanni Evangelista, Parma)
- San Cristóbal (c. 1520, Pinacoteca Nacional de Bolonia)
- San Juan Bautista (c. 1520, Pinacoteca Nacional de Bolonia)
- Pietà (Pinacoteca Nacional de Bolonia)
- Virgen entronizada con el Niño, San Juanito y los santos Sebastián, Bernardino, Francisco y Jorge (Pinacoteca Nacional de Bolonia)